# Jean-Louis Guez de Balzac

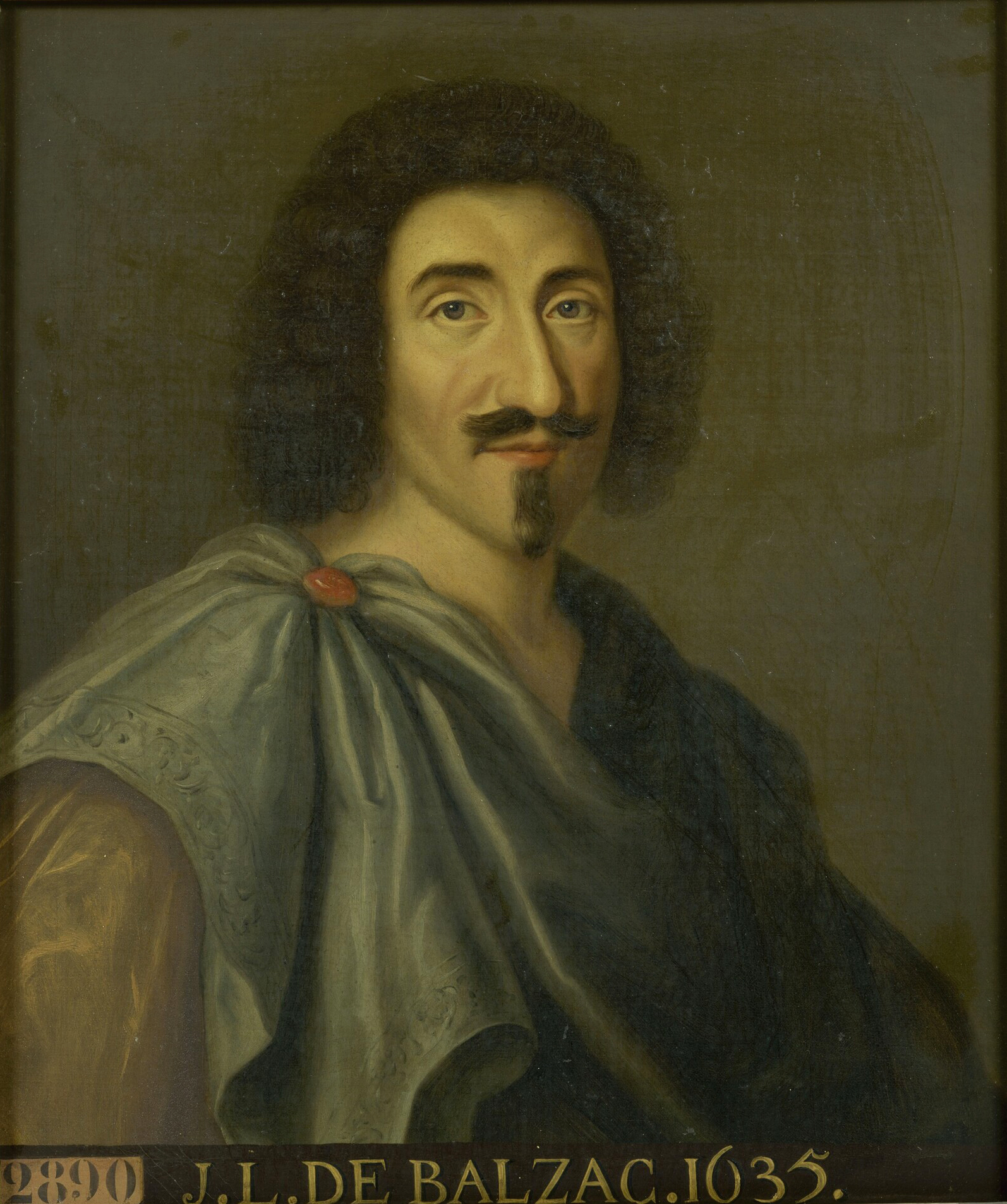
Jean-Louis Guez de Balzac

Jean-Louis Guez de Balzac (* 31. Mai 1597 in Angoulême; † 8. Februar 1654 ebenda) war ein französischer Schriftsteller der frühen Klassik.

## Leben

### Herkunft und Rang
Balzacs Mutter gehörte zur alten Adelsfamilie der Nesmond. Sein Vater, Guillaume Guez (1550–1650), war Sekretär des Herzogs von Épernon (1554–1642), eines der mächtigsten Männer in Frankreich und dies in der Regierungszeit dreier Könige (Heinrich III., Heinrich IV. und Ludwig XIII.). Jean-Louis Guez, der den Herzog zum Taufpaten hatte, war ein Mann des französischen Südwestens, der Gascogne, und speziell der Stadt Angoulême, wo sein Vater, kurzzeitig Bürgermeister, das schönste Haus am Platze hatte und 1619 sechs Monate lang Königinmutter Maria von Medici beherbergte.

### Ausbildung
Balzac war Schüler der Jesuiten, zuerst in Angoulême, dann in Poitiers, wo er François Garasse zum Lehrer hatte. Er studierte in Paris bei dem Latinisten Nicolas Bourbon (1574–1644) und in Leiden bei Daniel Heinsius und Dominicus Baudius. Maßgeblichen Einfluss auf seine Weltanschauung hatten Justus Lipsius und das Weisheitsbuch des Pierre Charron. Von 1616 bis 1618 war Balzac in Paris und traf mit François de Malherbe, John Barclay und anderen Geistesgrößen seiner Zeit zusammen.

### Reise nach Rom. Schlossherr bei Angoulême
Von September 1620 bis April 1622 weilte Balzac in der Gefolgschaft von Kardinal La Valette (1593–1639), Sohn des Herzogs von Épernon, in Rom, wo sich auch Barclay aufhielt. Dann ließ er sich quasi bis an sein Lebensende (nur unterbrochen durch wenige Aufenthalte in Paris) als kränklicher Hagestolz in seinem Schloss in Balzac bei Angoulême nieder und führte ein Eremitendasein.

### Eine literarische Sensation. Balzacs Briefe
1624 gelang Balzac mit der Veröffentlichung von Briefen (nach dem Vorbild von Cicero und Plinius) ein regelrechter literarischer Coup. Seine Lettres hatten beim Publikum einen ungeheuren Erfolg, einerseits wegen eines gewissen Modernismus des Denkens, der darin in zwangloser Form zum Ausdruck kam, mehr noch aber wegen ihrer Sprache, die Balzac den Ruf des eloquentesten Autors seiner Zeit einbrachten. Man war sich einig, dass Balzac für die Prosa das leistete, was Malherbe in der Poesie erreicht hatte, nämlich die Reinigung von den Schlacken des 16. Jahrhunderts und ein Ideal der Verständlichkeit (er wollte auch von Frauen und Kindern verstanden werden), das er mit elegantester Rhythmik zu verbinden wusste. Sein Nachfolger als König des Briefstils war später Vincent Voiture. Rhetorisch überholt wurde Balzac in der zweiten Hälfte des 17. Jahrhunderts durch Bossuet. Nicht zuletzt wegen des überragenden Erfolgs traten aber auch Kritiker auf den Plan, allen voran der Feuillant Jean Goulu, und es kam zu einer sechs Jahre dauernden unerfreulichen Polemik, die dazu beitrug, Balzac von Paris zu entfernen.

### Der Fürst (1631)
1631 trat Balzac mit seinem Buch Le Prince (Der Fürst) hervor, einer Art Anti-Machiavelli, mit dem er erklärend und lenkend in die französische Zeitgeschichte eingreifen wollte, wobei er sich wohl eine führende Rolle in der Politik oder in der Kirche erhoffte. Er wurde jedoch enttäuscht, da die Umstände in der Regierungszeit Richelieus (1624–1642) für einen Anhänger der Königinmutter nicht förderlich waren. Speziell Ludwig XIII. war ihm nicht gewogen. Dieser praktische (wenn auch nicht literarische) Misserfolg bestärkte ihn in seinem Einsiedlerideal fern von der Hauptstadt. Er war auch von Natur aus einerseits zu stolz für das notwendig Kriecherische des Höflingsdaseins und andererseits frühzeitig verbittert und resigniert. In seiner 1664 erschienenen Bibliothèque française (S. 135) sah der Kritiker Charles Sorel in Balzacs Buch eine durchgehende Sprachgewalt („force de langage“), wie sie vorher nicht anzutreffen war.

### Akademiemitglied
Balzac gehörte nicht zu der Kerngruppe um Chapelain und Conrart, aus der 1634 die Académie française erwuchs (das verhinderte schon seine Abwesenheit von Paris), er war aber, als es galt, die Gesellschaft auf 40 Mitglieder aufzustocken, ein quasi natürliches Mitglied. Der im März 1634 an ihn ergangenen Aufforderung, sich zu bewerben, gab er aus der Ferne nach und ließ 1636 (auf dem Sessel Nr. 28) einen Ausschnitt aus einem seiner Werke vorlesen (hier des Aristippe, der erst postum erscheinen sollte). Kurz vor seinem Tod stiftete er den Eloquenzpreis der Akademie, der von 1671 bis 1931 vergeben wurde. Ab 1642 war Balzac offiziell königlicher Geschichtsschreiber und später Staatsrat, doch zog er daraus wenig Gewinn.

### Weitere Werke
In der Einsamkeit seines Schlosses im Angoumois (heute: Département Charente) arbeitete Balzac über Jahrzehnte an seinem zunehmend von der römischen Literatur beeinflussten Werk. 1648 veröffentlichte er Le Barbon (1648), ein gegen die „Pedanten“ (Gelehrte ohne Geschmack und Sitten, Gegenbild zum „Honnête Homme“) gerichtetes Pamphlet. 1652 verherrlichte er unter dem Titel Socrate chrétien die katholische Religion. Postum erschien 1658 Aristippe, ou De la Cour, worin er anhand des Lebens bei Hofe den Konflikt zwischen persönlicher und politischer Moral erörterte. Neben französischen schrieb Balzac neulateinische Texte.

### Tod, Vergessen und späte Rezeption
1652 wechselte Balzac von seinem Schloss in das Kapuzinerkloster von Angoulême. Dort starb er zwei Jahre später im Alter von 56 Jahren. 1665 veranstaltete sein Freund Conrart eine Ausgabe seiner gesammelten Werke (mit Vorwort von Jacques Cassagne), doch war zu diesem Zeitpunkt die Entwicklung schon über ihn hinweggegangen. Die französische Hochklassik ab 1660 brachte sein Werk zum Verschwinden. Zwar setzte ihm der Architekt Paul Abadie Mitte des 19. Jahrhunderts im Hôtel-Dieu von Angoulême ein Grabmal, doch blieb diese Bekanntheit regional. 1872 veranstaltete Philippe Tamizey de Larroque eine Neuausgabe der Lettres. Die französische Literaturwissenschaft (Beugnot, Zuber, Jehasse) fing aber erst nach dem Zweiten Weltkrieg an, sich intensiver mit ihm zu beschäftigen, nachdem die ersten Anstöße von außen gekommen waren (Butler, Sutcliffe). Seit 1962 trägt in Angoulême ein Gymnasium seinen Namen.

## Werke (Auswahl)
- Les premières lettres 1618–1627, hrsg. von H. Bibas (= Kathleen Theresa Butler, 1883–1950). 2 Bde. Droz, Paris 1933–1934.
- Les Entretiens 1657. 2 Bde., hrsg. von Bernard Beugnot, Paris, Librairie Marcel Didier, Paris 1972.
- Livre unique d'épîtres latines, hrsg. von Jean Jehasse und Bernard Yon. Université, Saint-Etienne 1982.
- Epistolae selectae = Épîtres latines choisies. 1650, hrsg. von Jean Jehasse und Bernard Yon. Université, Saint-Etienne 1990.
- Oeuvres diverses (1644), hrsg. von Roger Zuber. Champion, Paris 1995.
- Le Prince. Table ronde, Paris 1996.
- Socrate chrestien, hrsg. von Jean Jehasse (1923–). Champion, Paris 2008.

### Handbuch- und Lexikoninformation
- Pierre-Georges Castex und Paul Surer, Manuel des études littéraires françaises, Paris, Hachette, 1954, S. 198.
- Klaus Engelhardt, « Jean-Louis Guez de Balzac », in: Hauptwerke der französischen Literatur. Einzeldarstellungen und Interpretationen, hrsg. von Irene Schwendemann, München, Kindler, 1976, S. 109–110.
- Robert Horville, Le XVIIe Siècle. Les ambiguïtés du baroque et du classicisme, in: Histoire de la littérature française, hrsg. von Henri Mitterand, Paris 1988, S. 235–407 (hier: S. 262).
- André Lagarde und Laurent Michard, XVIIe siècle. Les grands auteurs français. Anthologie et histoire littéraire, Paris, Bordas, 1985 (zuerst 1951), S. 369–372.
- Gustave Lanson und Paul Tuffrau, Manuel illustré d’histoire de la littérature française, Paris 1953, S. 167.
- Roland Purnal, „Jean-Louis Guez de Balzac“, in: Laffont-Bompiani. Le nouveau dictionnaire des auteurs de tous les temps et de tous les pays, Paris 1994, S. 229–230 (Reihe Bouquins).
- Alain Viala, « Jean-Louis Guez de Balzac », in: Dictionnaire des écrivains de langue française, hrsg. von Jean-Pierre Beaumarchais, Daniel Couty und Alain Rey, Paris, Larousse, 2001, S. 82.